# Associazione Calcio Siena 1945-1946
Questa voce raccoglie le informazioni riguardanti la Associazione Calcio Siena nelle competizioni ufficiali della stagione 1945-1946.

## Stagione
Per la Divisione Nazionale 1945-1946 fu incluso nel campionato Centro-Sud. Il club chiuse al 10º posto.

## Rosa
| N. |                   | Ruolo | Calciatore           |
| -- | ----------------- | ----- | -------------------- |
|    | Italia (bandiera) | P     | Sergio Chellini      |
|    | Italia (bandiera) | P     | Luciano Casadei      |
|    | Italia (bandiera) | D     | Adolfo Bellucci      |
|    | Italia (bandiera) | D     | Ranieri Ghelardi     |
|    | Italia (bandiera) | D     | Gino Manni           |
|    | Italia (bandiera) | C     | Angelo Bruno Cortini |
|    | Italia (bandiera) | C     | Ermanno Englaro      |
|    | Italia (bandiera) | C     | Luigi Martelli       |

| N. |                   | Ruolo | Calciatore        |
| -- | ----------------- | ----- | ----------------- |
|    | Italia (bandiera) | C     | Cesare Pellegatta |
|    | Italia (bandiera) | C     | Mario Semoli      |
|    | Italia (bandiera) | A     | Marino Bergamasco |
|    | Italia (bandiera) | A     | Guido Boldi       |
|    | Italia (bandiera) | A     | Amelio Gambini    |
|    | Italia (bandiera) | A     | Mario Polack      |
|    | Italia (bandiera) | A     | Sergio Ulivieri   |

## Statistiche

### Statistiche di squadra
| Competizione                     | Punti | In casa | In casa | In casa | In casa | In casa | In casa | In trasferta | In trasferta | In trasferta | In trasferta | In trasferta | In trasferta | Totale | Totale | Totale | Totale | Totale | Totale | DR  |
| Competizione                     | Punti | G       | V       | N       | P       | Gf      | Gs      | G            | V            | N            | P            | Gf           | Gs           | G      | V      | N      | P      | Gf     | Gs     | DR  |
| -------------------------------- | ----- | ------- | ------- | ------- | ------- | ------- | ------- | ------------ | ------------ | ------------ | ------------ | ------------ | ------------ | ------ | ------ | ------ | ------ | ------ | ------ | --- |
| Divisione Nazionale - Centro-Sud | 13    | 10      | 2       | 5       | 3       | 9       | 12      | 10           | 0            | 4            | 6            | 4            | 24           | 20     | 2      | 9      | 9      | 13     | 36     | -23 |
| Totale                           | 13    | 10      | 2       | 5       | 3       | 9       | 12      | 10           | 0            | 4            | 6            | 4            | 24           | 20     | 2      | 9      | 9      | 13     | 36     | -23 |

### Statistiche dei giocatori
| Giocatore     | Serie A-B Centro-Sud | Serie A-B Centro-Sud |
| Giocatore     | Presenze             | Reti                 |
| ------------- | -------------------- | -------------------- |
| A. Bellucci   | 19                   | 0                    |
| M. Bergamasco | 19                   | 2                    |
| G. Boldi      | 17                   | 1                    |
| L. Casadei    | 2                    | -5                   |
| S. Chellini   | 18                   | -31                  |
| A.B. Cortini  | 19                   | 0                    |
| E. Englaro    | 19                   | 0                    |
| A. Gambini    | 6                    | 1                    |
| R. Ghelardi   | 8                    | 0                    |
| G. Manni      | 15                   | 0                    |
| L. Martelli   | 13                   | 0                    |
| C. Pellegatta | 15                   | 1                    |
| M. Polack     | 20                   | 4                    |
| M. Semoli     | 13                   | 1                    |
| S. Ulivieri   | 17                   | 2                    |